# Curahmojo
Curahmojo is een bestuurslaag in het regentschap Mojokerto van de provincie Oost-Java, Indonesië. Curahmojo telt 1773 inwoners (volkstelling 2010).